# Beidha
Pour les articles homonymes, voir Beidha (site archéologique).
Beidha ou El Beidha est une commune de la wilaya de Laghouat en Algérie.